# HFSP中曽根賞
HFSP中曽根賞（HFSP Nakasone Award, HFSPなかそねしょう）は生物学の国際賞。
Human Frontier Science Program (HFSP)は、1987年のヴェネチア・サミットにおいて、日本の内閣総理大臣であった中曽根康弘が提唱した国際プロジェクトであり、本賞は、その創設20周年を記念して制定された。

## 受賞者
- 2026年 Erin Schuman
- 2025年 Jacob Hanna
- 2024年 Maiken Nedergaard
- 2023年 Rotem Sorek
- 2022年 アヴィヴ・レゲフ、フランツ＝ウルリッヒ・ハートル、Arthur Horwich
- 2021年 Anthony Hyman、クリフォード・ブラングウィン
- 2020年 Angelika Amon
- 2019年 マイケル・ホール
- 2018年 スバンテ・ペーボ
- 2017年 デヴィッド・ジュリアス
- 2016年 エマニュエル・シャルパンティエ、ジェニファー・ダウドナ
- 2015年 ジェームズ・J・コリンズ
- 2014年 Uri Alon
- 2013年 スティーヴン・クウェイク
- 2012年 Gina G. Turrigiano
- 2011年 マイケル・エロウィッツ
- 2010年 カール・ダイセロス